# Riu Bòssia
El riu Bòssia, també anomenat Riu de Sarroca o Riu de Bellera, és un riu de Catalunya, afluent del riu Flamisell, tributari de la Noguera Pallaresa. Discorre pels termes de Sarroca de Bellera i de Senterada, al Pallars Jussà. Segons Joan Coromines, «és desafortunada i bàrbara l'accentaució Bòsia» que alguns li donen, i caldria dir-ne, segons els testimonis orals recollits, Bosia, amb accentuació plana.

## Naixença i curs

### Terme municipal de Sarroca de Bellera
El riu Bòssia es forma a prop i al nord-oest del Pont de Xerallo, al nord del lloc on la carretera N-260 comença a emprendre el Coll de Perves. És en terme de Sarroca de Bellera, al principi de la vall de Xerallo o de les Esglésies. Es forma per la unió del barranc de Perves, que procedeix de ponent, i del riu de les Esglésies, que davalla del nord.
Al cap de molt poc de formar-se, travessa sota el Pont de Xerallo, per on passa la carretera L-521, i el riu comença a entrar en una zona un xic més plana, la vall de Bellera, que fa que el Bòssia comenci a fer un munt de meandres, que el fan travessar diverses vegades per sota de la nova carretera N-260, pràcticament des d'aquest lloc fins al final del seu recorregut pel terme de Sarroca de Bellera.
Passa per sota de Sarroca de Bellera, que queda enlairada al nord del riu, i en uns quatre quilòmetres més, al Mas de Rossell arriba al Mas de Rossell, on hi ha el Dolmen del Mas. Just en aquest lloc abandona el terme municipal de Sarroca de Bellera i entra en el de Senterada.

### Terme municipal de Senterada
En aquest darrer tram, uns quatre quilòmetres més, el Bòssia, sovint anomenat riu de Sarroca, sobretot en aquest tram. No és tan sinuós, i passa sempre pel sud de la carretera N-260. Discorre pel costat de ponent de Senterada, que queda situada entre el Bòssia i el Flamisell, i s'aboca en aquest darrer riu just al sud de Senterada.

## Aprofitaments hidroelèctrics
Des de 1911 Emili Riu tenia personalment

la concessió per a l'explotació hidroelèctrica d'un salt d'aigua al riu Bòssia; era l'anomenat salt de Sarroca, amb una potència de 10.000 HP, concessió que va vendre a la Sociedad Productora de Fuerzas Motrices el 1923. El projecte no va reeixir.